# 白い華燭
『白い華燭』（しろいかしょく）は、嵯峨島昭（宇能鴻一郎）による小説、ならびにそれを原作としたテレビドラマ。

## 概要
長野県白馬村のスキー場で出会ったもののやがて別れ、6年後に同じ場所で再会するも企業犯罪に巻き込まれていく男女の恋愛模様を描く。

## テレビドラマ

### 1975年版
TBS系列で4月3日から8月14日まで放映。全19回。
キャスト
- 大企業副社長秘書・菅原朝子：栗原小巻
- 元・営業部員・高木：藤岡弘
- 宝生あやこ
- 新克利
- 沢本忠雄
- 小坂一也、他

スタッフ
- プロデューサー：大山勝美
- 演出：竜至政美、他

| TBS系 木曜21時枠 | TBS系 木曜21時枠 | TBS系 木曜21時枠 |
| 前番組           | 番組名           | 次番組           |
| ---------------- | ---------------- | ---------------- |
| 火をみた女       | 白い華燭         | 家庭の秘密       |

### 1976年版
「美しき罠」のタイトルで、1976年12月6日から1977年1月7日まで、日本テレビ系列の『愛のサスペンス劇場』枠（13:30-13:55）にて放映。全25回。
キャスト
- 山口果林
- 竜崎勝
- 大塚国夫
- 佐原健二
- 泉晶子
- 天野新士

スタッフ
- プロデューサー：春日千春
- 脚本：西澤裕子
- 制作：大映テレビ、日本テレビ

| 日本テレビ系列 愛のサスペンス劇場 | 日本テレビ系列 愛のサスペンス劇場 | 日本テレビ系列 愛のサスペンス劇場  |
| 前番組                            | 番組名                            | 次番組                             |
| --------------------------------- | --------------------------------- | ---------------------------------- |
| 妻の秘密 （1976.11.1 - 12.3）     | 美しき罠 （1976.12.6 - 1977.1.7） | 愛が試される時 （1977.1.10 - 2.4） |